# Saint-Jean-de-Maurienne
Saint-Jean-de-Maurienne är en kommun i departementet Savoie i regionen Auvergne-Rhône-Alpes i sydöstra Frankrike. Kommunen ligger i kantonen Saint-Jean-de-Maurienne som tillhör arrondissementet Saint-Jean-de-Maurienne. År 2022 hade Saint-Jean-de-Maurienne 7 524 invånare.
20 juli 2006 var byn start för den sjuttonde etappen av cykeltävlingen Tour de France.

## Befolkningsutveckling
Antalet invånare i kommunen Saint-Jean-de-Maurienne
| Referens: INSEE |